# S Doradus
S Doradus är prototypstjärnan för lysande blå variabler (LBV/SDOR), belägen  i stjärnbilden Svärdfisken. Den tillhör Stora magellanska molnet och befinner sig på ett avstånd av 160 000 ljusår. Den är en av de mest luminiösa stjärnor som astronomerna känner till, men befinner sig på för stort avstånd för att vara synlig för blotta ögat.
Stjärnan varierar mellan visuell magnitud +8,8 och 10,83 utan någon påvisbar periodicitet.